# That's So Gay
That's So Gay is het zesde studioalbum, achtste in totaal, van de Amerikaanse queercore-band Pansy Division. Het werd op 31 maart 2009 uitgegeven door Alternative Tentacles. Het is het eerste studioalbum waar gitarist en zanger Joel Reader, die in 2004 al bij de band ging spelen, aan heeft meegewerkt.

## Nummers
1. "Twinkie Twinkie Little Star" - 2:15
2. "Average Men" - 3:24
3. "Ride Baby" - 3:24
4. "Some of My Best Friends" - 3:40
5. "That's So Gay" - 2:28
6. "Obsessed with Me" - 1:57
7. "20 Years of Cock" - 1:39
8. "What's in it for Me?" - 3:25
9. "You'll See Them Again" - 2:30
10. "Dirty Young Man" - 2:42
11. "It's Just a Job" - 3:12
12. "Pat Me on the Ass" - 1:45
13. "Never You Mind" - 2:32
14. "Life Lovers" - 3:03

## Band
- Luis Illades - drums, slagwerk, keyboard op track 13
- Jon Ginoli - gitaar, zang
- Joel Reader - gitaar, zang
- Chris Freeman - basgitaar, zang, keyboard on track 8 en 10